# Erdeni Batur
Pour les articles homonymes, voir Batur (homonymie).
Erdeni Batur ou Erdenibaatar khuntaij (mongol : ᠡᠷᠳᠡᠨᠢ
ᠪᠠᠭᠠᠲᠤᠷ, cyrillique : Эрдэнэбаатар, MNS : Erdenebaatar) également orthographié Ba’atour-khong-taidji, mort en 1653 du clan des Tchoros, est le fondateur et khongtaiji du khanat dzoungar. Il a pour épouse, la khatun Yum-Agas (russe : Юм Агас-хатун), fille de Taisha Kho Örlög des Torguts.

## Biographie
Il remplace son père, Khara Khula, mort en 1634, et règne de 1634 à 1653. Voulant fixer les Dzoungars à Tabargataï, comme son père, construit une capitale en pierre à Koubak-sari sur l’Imil, près de l’actuel Tchougoutchak.
Il meurt en 1653 et est le père de 11 fils, parmi lesquls Galdan Boshugtu Khan et Sengge qu'il eut avec Yum-Agas. Galdan lui succédera au titre de khongtaiji du khanat dzoungar.